# 1205
سنة 1205 كانت سنة بسيطة تبدأ يوم السبت (الرابط يظهر نموذج التقويم الكامل للسنة) من التقويم اليولياني.

## مواليد
- أبو الحسين ابن الجزار.
- الصالح أيوب.
- بوهيموند الخامس.
- ابن المجاور.
- رضية سلطانة.

## وفيات
- ألكسيوس الخامس دوكاس.
- إنريكو داندولو.
- إيزابيلا ملكة أورشليم.
- سيبيلا من أتشيرا.
- قلج أرسلان الثالث.
- موفق الدين التلعفري.